# Apple Pay
Apple Pay és un servei de pagament mòbil creat per Apple que es va presentar el 9 de setembre de 2014 a la seva Keynote i va ser llençat el 20 d'octubre de 2014 amb l'iPhone 6. Està disponible per a iPhone 6, iPhone 6 Plus i a principis del 2015 ho estarà també per a Apple Watch (vinculat amb un iPhone 5 o superior). Aquest sistema permet als usuaris d'iPhone pagar en tendes físiques usant la tecnologia NFC i també es pot fer servir per pagar en aplicacions que permetin aquest sistema. Apple Pay permet gestionar cupons, targetes de fidelitat i targetes bancàries utilitzant Passbook, una aplicació ja existent d'Apple.
El CEO d'Apple, Tim Cook, va anunciar que Apple Pay havia registrat més d'un milió de targetes de crédit en les primeres 72 hores des del seu llançament.

## Seguretat
Apple Pay no guarda cap dada de cap targeta de crédit (ni tan sols encriptada) ni a l'iPhone ni als servidors d'Apple. Quan un usuari es registra a Apple Pay, ja sigui utilitzant la targeta de crédit d'iTunes o una nova, la informació de la targeta és encriptada i enviada a la xarxa de targetes corresponent (Visa, Mastercard, etc). Un cop es valida el compte es retorna un token que s'emmagatzema al SE (Secure Element) de l'iPhone. El SE és la plataforma que s'encarrega d'emmagatzemar, processar i gestionar informació de manera segura.
Un token, tal com ho implementa Apple, és un nombre aleatori i únic de 16 xifres que referencia a un compte d'una tarjeta de crédit. L'única semblança entre el token i el compte són els últims quatre dígits.
Quan s'inicia una transacció, l'iPhone envia el token al terminal i aquest el reenvia a la xarxa de targetes on es troba mapejada el compte que el va crear. La xarxa de targetes contacta amb el banc de l'usuari per a donar permís a la transacció. Si la targeta és vàlida, el banc retorna una autorització i la transacció continua. D'aquesta manera la informació de la targeta no és mai revelada. A més a més, Apple Pay té més capes de seguretat afegides com el Touch ID (el sistema d'autentificació mitjançant l'empremta dactilar) i un sistema criptogràfic que acompanya a la transacció.
D'aquesta manera, Apple Pay no depèn d'una connexió a internet per a realitzar les transaccions.

### En cas de pèrdua o robatori
En el cas de la pèrdua o del robatori del terminal, Apple Pay compta amb 3 nivells de seguretat.
El primer nivell de seguretat és el Touch ID que Apple Pay demana a cada transacció. Apple assumeix que aquest sistema per si sol ja és suficientment potent i segur i que no pot ser hackejat. El segon nivell és el mode "Perdut" de l'iPhone. En cas de pèrdua o robatori l'usuari pot, a través d'iCloud, ficar el iPhone en mode "Perdut". Un cop activat, Apple Pay destruirà automàticament els tokens que tingui emmagatzemats al SE. No obstant, aquest pas requereix una connexió a internet. Finalment, l'últim nivell de seguretat consisteix en anul·lar les targetes de crédit per a evitar transaccions indessitjades.